# Ross Jeffries
Pour les articles homonymes, voir Jeffries.
Paul Jeffrey Ross, alias Ross Jeffries, né le 20 septembre 1958, est un coach en séduction pour hommes américain, conférencier, un scénariste, comédien et écrivain.

## Biographie
Ross Jeffries naît en 1958 à Los Angeles (Californie).
Il a commencé une carrière de scénariste pour le cinéma (They Still Call Me Bruce, 1987) et d'auteur télé, notamment pour The Dr. Phil Show et The Daily Show avant de se reconvertir dans le coaching en séduction.
Il est considéré comme le fondateur de la communauté de la séduction anglo-saxonne. À telle enseigne que des émules, qu'il a formés, ont surgi et lui ont bel et bien volé la vedette, à savoir David De Angelo, Mystery et Neil Strauss. Il est l'inventeur de la « speed seduction », méthode basée sur la PNL et l'hypnose. 
Il a servi de modèle au personnage joué par Tom Cruise dans le film Magnolia,,.
Il a été conseiller pour le tournage de Hitch, expert en séduction.

## Ses DVD
Dans Nail Your Inner Game, Ross Jeffries présente une thérapie d'inspiration orientale pour atteindre à l'état d'esprit idéal aux fins de la drague. Elle est en cinq étapes. 
1. Le séducteur doit méditer.
2. Il doit ruminer délibérément en vue de nommer le ou les symptômes qui le taraudent.
3. Et ce faisant, il choisit de se concentrer sur l'un des scénarios jouant en boucle dans sa tête, pour le ressentir et non l'analyser rationnellement. Ainsi parvient-on à démêler le sentiment des jugements mentaux, chose qui, autrement, serait à la source d'énormément de souffrance.
4. Une fois que le sentiment est ainsi démêlé, le séducteur doit le «transmuer» en énergie positive.
5. Le séducteur doit s'imaginer entouré de cette énergie positive.

## Publications
- How to Get the Women You Desire into Bed,  (ISBN 0963037900), septembre 1992
- Secrets of Speed Seduction Mastery,  (ISBN 055738849X), 11 mai 2010